# ТЕС Шабаб
ТЕС Шабаб — теплова електростанція на півночі Єгипту, у 35 км на захід від Ісмаїлії.
Станцію Шабаб ввели в експлуатацію у 1982 році з трьома газовими турбінами Brown Boveri & Cie типу GTD91 потужністю по 33,3 МВт.
В 2010 році на площадці ТЕС розпочали зведення двох сучасних блоків, виконаних за технологією комбінованого парогазового циклу. На тлі суттєвого дефіциту генеруючих потужностей проект реалізували в два етапи, перший з яких забезпечив швидке (вже у 2011-му) введення в експлуатацію восьми газових турбін General Electric типу 9E потужністю по 125 МВт. Другий етап, що включає спорудження двох парових турбін потужністю по 250 МВт, стартував у 2016-му та станом на початок наступного року був виконаний більш ніж на 80 %.
Станція розрахована на використання блакитного палива, яке надходить по перемичці від газотранспортного коридору Ель-Тіна – Суец. Також існує перемичка від газопроводу Абу-Султан – Каїр, який втім, живитись від того ж Ель-Тіна – Суец.
Видача продукції відбувається по ЛЕП, що працює під напругою 220 кВ.